# Перманентний макіяж

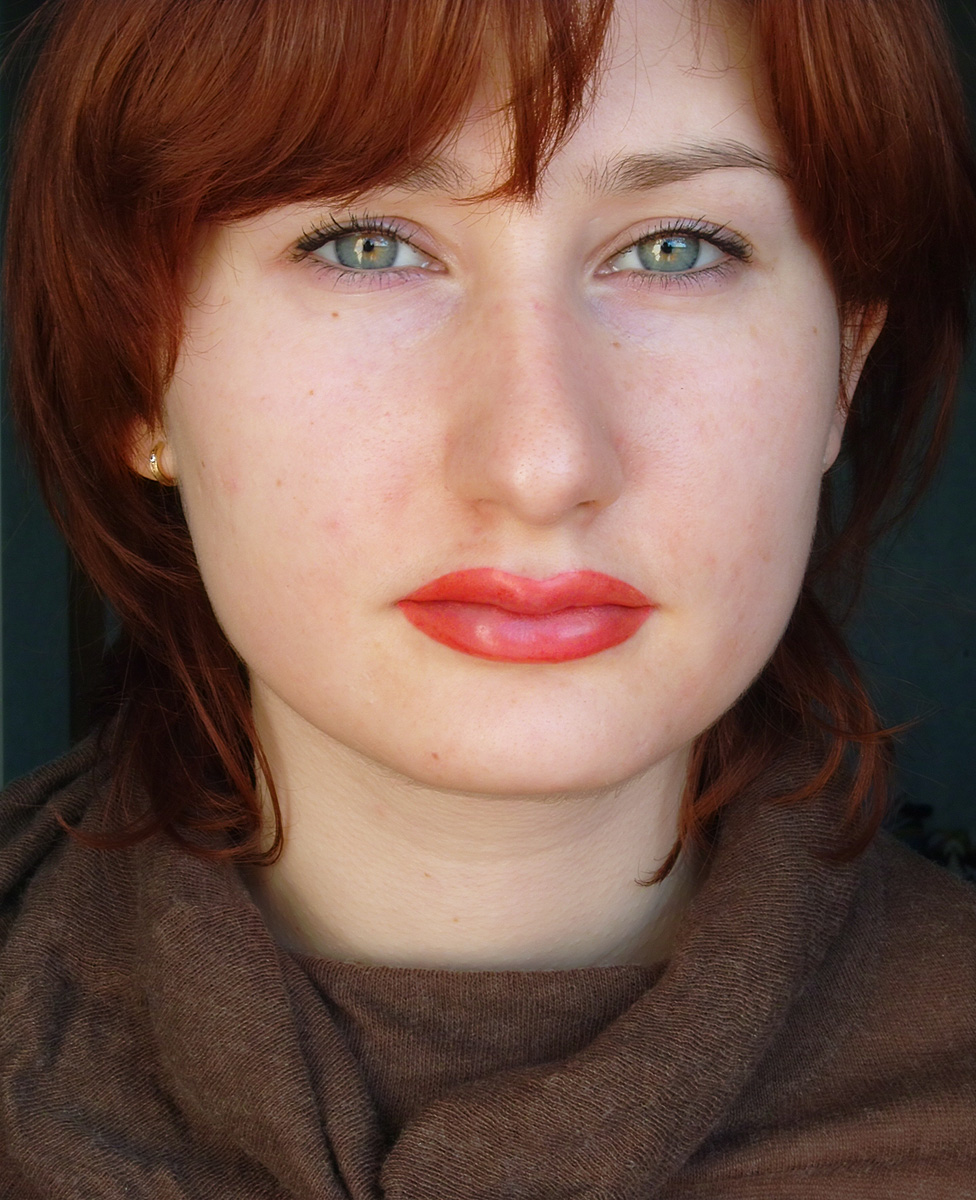

Пермане́нтний макія́ж — це косметичне застосування татуювання (постійної пігментації шкіри) для створення ефекту макіяжу на очах, а також для довгострокового покращення кольору шкіри обличчя, губ та повік. Його також використовують для штучної корекції брів, особливо у людей, які втратили їх з віком, внаслідок хвороб, таких як алопеція; хіміотерапії чи хірургічного втручання, а також для маскування шрамів, та білих плям на шкірі, як наприклад, при вітиліго. Застосовується для відновлення та покращення стану навколососкового кільця після пластичних операцій грудей.
Іншими найпоширенішими назвами перманентного макіяжу є дермопігментація, мікропігментація, та косметичне татуювання. Останній варіант підходить найбільше, оскільки перманентний макіяж — це, фактично, татуювання. У США та інших країнах чорнила та барвники для перманентного макіяжу використовуються як косметика та барвникові добавки лише з дозволу Агентства з контролю за лікарськими засобами та продуктами харчування чи іншими подібними організаціями.

## Норми та положення
Правила застосування перманентного макіяжу різні, залежно від країни, штату, провінції чи навіть міста. Наприклад, в той час, коли в США в більшості регіонів перманентний макіяж знаходиться в компетенції Департаменту охорони здоров'я, в окремих штатах він контролюється управліннями з косметології цих штатів. В деяких регіонах на проведення таких косметичних процедур вимагається ліцензія, а в деяких вони взагалі заборонені. В Австралії практикуючим лікарям забороняється рекламувати ці процедури як «постійні», оскільки відомо, що будь-які тату з часом знебарвлюються, а загальний ефект зберігається не назавжди, а лише на 3-5 років. Тому метою Австралійської комісії конкуренції та споживачів є попередити про те, що для підтримання оптимального вигляду потрібні будуть корекції. Проте існують думки, що це ніяк не пов'язане з фактом, що перманентний макіяж — це татуювання, а татуювання робиться назавжди.
Перед проведенням будь-якої форми косметичного татуювання, важливо переконатися, що салон має відповідні дозволи від місцевих органів охорони здоров'я для проведення процедури проникнення в шкіру. Важливо зазначити, що тільки тому, що салони мають затвердження від місцевих органів здоров'я для проведення косметичної процедури не обов'язково означає, що вони мають дозволи на проведення косметичних процедур з татуювання, бажано наполягти на пред'явленні реєстраційного сертифікату.
Послуги з татуювання на дому можуть бути порушенням Інструкції із охорони здоров'я у деяких регіонах, наприклад, в Мельбурні (Австралія) татуювання на дому взагалі заборонено.

## Історія
Проведення процедури перманентного макіяжу вперше були здійснені ще з початку XX століття, хоча природа самої процедури приховується у її початках. Майстер з нанесення тату Джордж Вутшет, основний розробник техніки, що набула популярності ще в 1930-х роках, у своїх мемуарах описав, як салони краси зробили татуювання багатьом жінкам без їхнього відома, видаючи їх за «комплексне лікування.. ін'єкціями рослинних барвників під верхній шар шкіри».

## Результати

### Перші результати

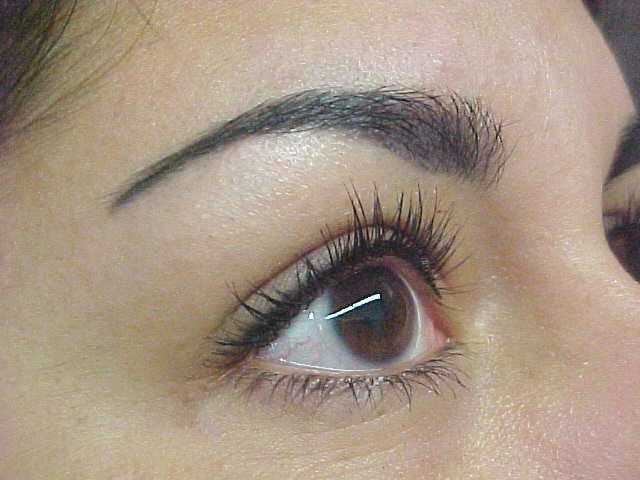
Підводка для очей та брів. Ця клієнтка мала постійне татуювання брів і верхньої підводки для очей. Татуювання брів є прикладом техніки « розсипчастого заповнення», а не окремих мазків волосся, так як клієнтка вже має волосся брів, але просто хотіла підсилення і конкурування їх. Верхня підводка для очей є тонкою підводкою і татуюванням, процедурою якої є «збільшення вій», що використовується для підкреслення очей, не призводячи до вигляду надмірного використання макіяжу.

Перманентний макіяж змінює риси обличчя — особлива чіткість надається бровам, очам та губам за допомогою використання кольору. Спочатку, постійний макіяж може виглядати надто грубо. Це пов'язано з кольором, що лишився у верхньому шарі епідермісу. Колір слабшає через декілька днів як наслідок загоювального процесу верхніх шарів оболонки епідермісу, які замінюються новими клітинами.

### Довготривалі результати
Колір може залишатися яскравим протягом багатьох років, а може з часом знебарвитися. Це залежить від індивідуальних особливостей. Оскільки пігмент перманентного макіяжу залишається у верхніх шарах епідермісу, на тривалість періоду, протягом якого діє ефект, впливає декілька факторів. Це можуть бути фактори, спричинені навколишнім середовищем, процедурами або/та індивідуальними чинниками. Під сонячним промінням колір блякне. Кількість та колір введеного пігменту можуть впливати на тривалість періоду, протягом якого перманентний макіяж виглядає якнайкраще. З цієї причини нанесення природного макіяжу може вимагати додаткових штрихів перед серйознішими процедурами. До індивідуальних чинників належить спосіб життя людини, тобто чи вона регулярно проводить багато часу на сонці, займаючись, наприклад, садівництвом або плаванням. Іншим фактором зміни яскравості кольору є відтінки шкіри.

### Недоліки
Результати перманентного макіяжу є приємним покращенням для більшості клієнтів. Однак трапляються випадки небажаних наслідків. Найчастіше клієнти скаржаться на шорсткуватість, хибний колір, відтінок чи розмір. У більшості випадків вправний та досвідчений фахівець здатен скоректувати колір та гладкість перманентного макіяжу. Однак з макіяжем на надто великій ділянці шкіри виникають труднощі. Єдиним виходом може бути лише застосування дорогих методів з освітлення пігменту та/або виведення макіяжу.
Проте перед початком вищезгаданої процедури виведення/корекції, варто взяти до уваги, що у вас все ще є можливість нанесення традиційного макіяжу для виправлення будь-яких дефектів або для подальшого покращення загального результату.

## Видалення перманентного макіяжу
Невдалий або застарілий перманентний макіяж - це не вирок. Існують ефективні методи його видалення.
На сьогоднішній день найчастіше використовують два методи видалення перманентного макіяжу:
- видалення перманентного макіяжу лазером;
- видалення перманентного макіяжу ремувером.

Кожен із цих методів має свої переваги і недоліки.

## Побічні ефекти і ускладнення
Як і татуювання, так і постійний макіяж може мати ускладнення, такі як алергія на барвники, утворення рубців, гранульоми і колоїдні рубці, тріщини шкіри, лущення, утворення пухирців і місцевих інфекцій. [8] Використання не стерилізованих інструментів для татуювання може заразити пацієнтів серйозними захворювання, як ВІЛ і гепатит. Проблеми виведення можуть постати у зв'язку з незадоволенням пацієнтів або розчаруванням, і процедура їхнього виведення без незворотних наслідків, може бути складною в таких місцях, як повіки й губи.
У дуже рідкісних випадках, у пацієнтів з постійним макіяжем після проходження магнітно-резонансної томографії (МРТ) спостерігалися опіки і набряки.